# Badia d'Umivik
Umivik és una badia situada a la costa est de Groenlàndia, part de Sermersooq, a la costa del Rei Frederic VI.

## Història
La badia d'Umivik va ser triada per Fridtjof Nansen per a la seva primera travessia de l’interior de Groenlàndia el 1888. El motiu era que la glacera continental groenlandesa arriba a la costa de forma suau, contrastant amb la majoria de fiords a l'est de Groenlàndia, caracteritzats per muntanyes d'aspecte imponent i glaceres aspres i dures d'escalar.

## Geografia
La badia s'obre al Mar d'Irminger a l'est. Es troba entre la península de Fridtjof Nansen al nord i la terra d'Odin al sud. Les illes de Upernattivik (Upernarsuak) i Trefoldigheden es troben al mig de la badia i separen la part meridional, l'Umiiviip Kangertiva (fiord de Gyldenløve).